# Nguyễn Văn Nam (thiếu tướng)
Nguyễn Văn Nam  (1914-2007), tên thật là Phạm Luận, là một sĩ quan cấp cao trong Quân đội nhân dân Việt Nam, hàm Thiếu tướng, nguyên là Cục trưởng Cục Quân giới, Phó Chủ nhiệm Tổng cục Hậu cần, Phó Tư lệnh Quân khu 3, Viện trưởng Viện Kiểm sát Quân sự Trung ương. Ngoài ra, ông còn từng là Liên huyện Ủy viên Kiến Xương, Thái Ninh, Thụy Anh, Bí thư Huyện ủy Kim Bảng, Chủ tịch Ủy ban Cách mạng lâm thời huyện Tiên Hưng, Phó Viện trưởng Viện kiểm sát nhân dân tối cao.

## Thân thế và sự nghiệp
Ông tên thật là Phạm Luận, ông còn có các bí danh Quân và Thái, quê tại làng Nam Huân, nay thuộc xã Đình Phùng, huyện Kiến Xương, tỉnh Thái Bình. Là cán bộ tiền Khởi nghĩa, hoạt động Cách mạng trước năm 1930, ông vào Đảng tháng 9 năm 1929, từng bị bắt giam nhiều lần, từng bị đầy đi Côn Đảo, nhập ngũ năm 1945. 
Tháng 9 năm 1929, ông là Bí thư Chi bộ tại địa phương.
Tháng 11 năm 1929, ông bị thực dân Pháp bắt giam lần thứ nhất.
Đầu năm 1930, ông được phụ trách một cửa hàng buôn bán tạp hóa, đây thực chất là cơ quan liên lạc và tin tài liệu của Tỉnh ủy Thái Bình, bị thực dân Pháp bắt giam lần thứ hai. Sau 4 tháng, được trả tự do, ông được chỉ định vào liên Huyện ủy Kiến Xương, Thái Ninh và Thụy Anh, được giao tổ chức cơ quan in của tỉnh, rồi tham gia lãnh đạo cuộc biểu tình ở Tiền Hải ngày 14 tháng 10 năm 1930. Ngày này về sau được lấy làm ngày Truyền thống Nông dân Việt Nam. Sau đó ông được điều ra Cẩm Phả, vùng mỏ Hà Tu tại thị xã Hồng Gai, Quảng Ninh, hoạt động trong phong trào công nhân mỏ.  
Tháng 1 năm 1931, ông bị thực dân Pháp bắt giam lần thứ ba, bị kết án 20 năm tù, bị đầy ra Côn Đảo. 
Tháng 10 năm 1936, do ảnh hưởng của Mặt trận Bình dân Pháp, ông được ân xá trước thời hạn sau hơn 5 năm ngồi tù. Thời kì này, ông trở về quê nhà tham gia hoạt động Cách mạng một cách công khai, trong phong trào dân chủ.  
Tháng 6 năm 1940, ông bị bắt giam lần thứ tư, bị đày đi các nhà lao ở Hà Giang, Thái Nguyên rồi Nghĩa Lộ. 
Tháng 3 năm 1945, nhân cơ hội Nhật đảo chính Pháp, ông được chi bộ Đảng trong tù tổ chức cho vượt ngục cùng nhiều tù chính trị khác, như ông Nguyễn Văn Đồi tức Trung tướng Vương Thừa Vũ (1910 – 1980). Trở về Thái Bình, ông được giao phụ trách phong trào Cách mạng tại hai huyện Tiên Hưng và Duyên Hà.  
Ngày 19 tháng 8 năm 1945, ông tham gia lãnh đạo Khởi nghĩa giành chính quyền ở phủ lỵ Tiên Hưng, được chỉ định làm Chủ tịch Ủy ban Giải phóng lâm thời của huyện, rồi được điều lên tỉnh phụ trách Chính trị viên Giải phóng Quân tỉnh Thái Bình. 
Từ tháng 4 năm 1946 đến tháng 12 năm 1946), ông lần lượt giữ chức Chính trị viên Trung đoàn tại Hải Dương, Hưng Yên, Thái Bình 
Tháng 1 năm 1947, ông làm Trưởng phòng Chính trị, Trưởng ban Kiểm tra Liên khu Ba, Phó Bí thư Liên khu Ủy 
Tháng 1 năm 1948, ông làm Ủy viên Thanh tra Liên khu ủy 
Tháng 7 năm 1950, ông phụ trách Hậu cần Liên khu 3 – sau này chức vụ này gọi là Chủ nhiệm Hậu cần 
Tháng 10 năm 1953, ông giữ chức Cục trưởng Cục Quân giới. 
Tháng 3 năm 1961, ông được bổ nhiệm chức vụ Phó Chủ nhiệm Tổng cục Hậu cần
Tháng 1 năm 1965, giữ chức vụ Phó Tư lệnh Quân khu 3.
Ngày 30 tháng 10 năm 1967, ông về làm Phó Viện trưởng Viện kiểm sát nhân dân tối cao kiêm Viện trưởng Viện Kiểm sát Quân sự Trung ương thay ông Lê Đình Thiệp (1914 – 1988), Thiếu tướng, đi nhận công tác khác. Ngày 13-1-1969 Đại tá Nguyễn Văn Nam (tức Phạm Luận) giữ chức Viện trưởng Viện Kiểm sát quân sự Trung ương, đồng thời giữ chức Phó Viện trưởng Viện Kiểm sát nhân dân tối cao.
Từ tháng 8 năm 1971 đến tháng 7 năm 1974, ông còn kiêm thêm chức vụ Phó Chủ nhiệm Ủy ban Thể thao Quân đội.
Ngày 2 tháng 10 năm 1979, ông nghỉ hưu.
Ngày 23 tháng 9 năm 2007, ông mất tại Hà Nội.
Thiếu tướng (1974). 

## Khen thưởng
Huân chương Hồ Chí Minh
Huân chương Độc lập hạng Nhất
Huân chương Quân công (hạng Nhất, Nhì)
Huân chương Chiến công hạng Nhất
Huân chương Chiến thắng hạng Nhất
Huân chương Kháng chiến (chống Pháp) hạng Nhất
Huân chương Kháng chiến chống Mỹ cứu nước hạng Nhất
Huân chương Chiến sĩ vẻ vang (hạng Nhất, Nhì, Ba)
Huy chương Quân kỳ Quyết thắng
Huy chương Kháng chiến do Nhà nước Cộng hòa Dân chủ Nhân dân Lào trao tặng
Huy chương Bảo vệ Pháp chế Xã hội Chủ nghĩa, Kỉ niệm chương bị giặc bắt và tù đày
Huy hiệu 70 năm tuổi Đảng